# Kevin Bales (Soziologe)

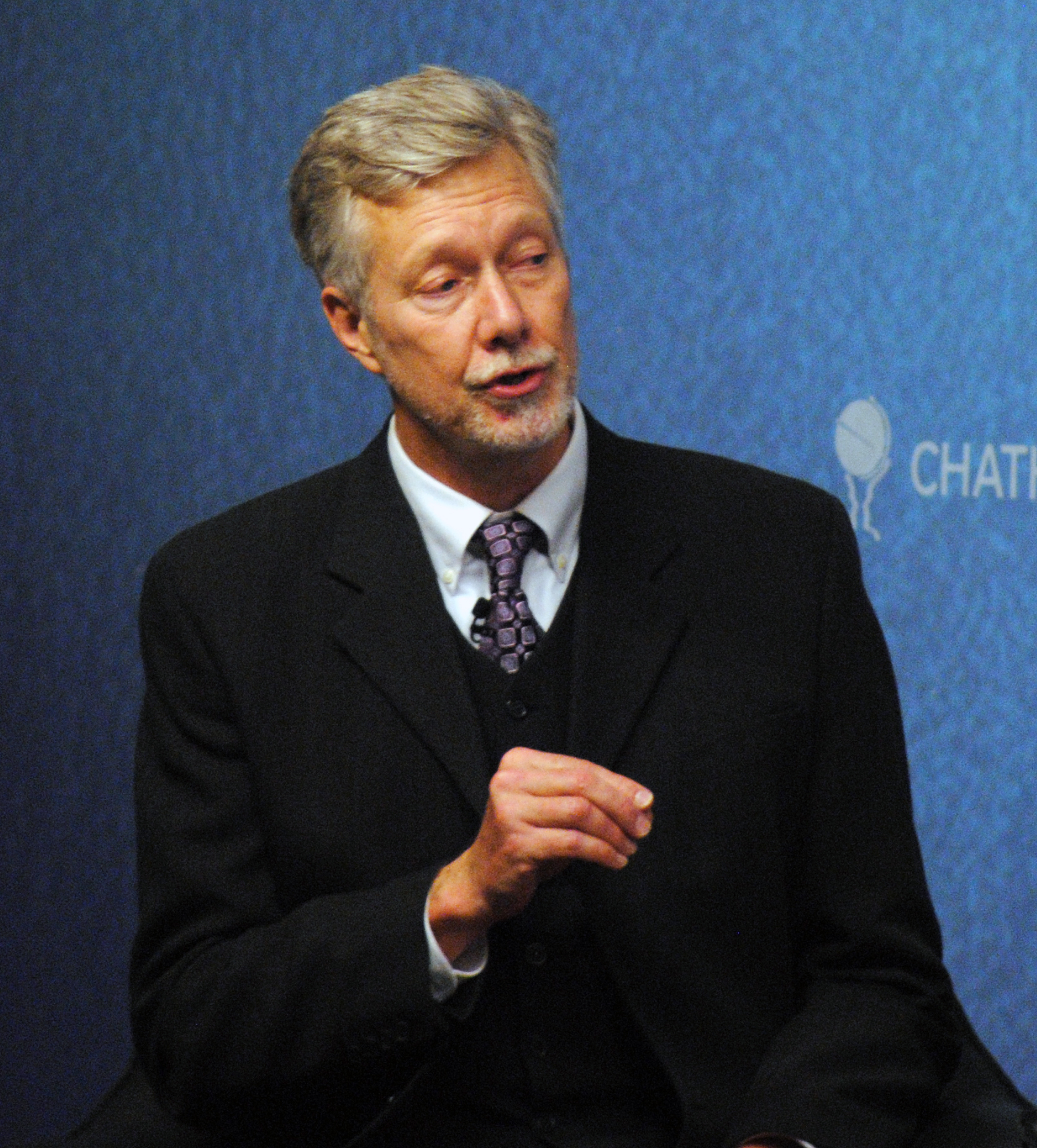
Kevin Bales im Chatham House (2013)

Kevin Bales (* 1952) ist ein US-amerikanischer Soziologe und gilt als weltweit führender Experte für Sklaverei und ist Verfasser von Publikationen in diesem Themenkomplex.
Kevin Bales ist zudem Mitbegründer und ehemaliger Präsident der Organisation Free the Slaves („Befreit die Sklaven“), welche sich gegen die Sklaverei in unserer Zeit einsetzt und die US-amerikanische Partnerorganisation von Anti-Slavery International ist. Er ist Professor für Soziologie an der University of Roehampton in London, Mitglied im Komitee von Anti-Slavery International und berät die Vereinten Nationen bei der Bekämpfung des Menschenhandels.
In seinem 1999 erschienenen und seither in mehrere andere Sprachen übersetzten Buch Disposable People: New Slavery in the Global Economy (deutschsprachiger Titel: Die neue Sklaverei) weist Kevin Bales nach, dass Sklaverei – obwohl weltweit abgeschafft – heute Millionen Menschen betrifft, was er anhand detaillierter Studien in Thailand, Mauretanien, Brasilien, Pakistan und Indien darstellt. Bales schätzt die Zahl der Sklaven auf etwa 27 Millionen, wobei die häufigste Form von Sklaverei die Schuldknechtschaft sei und er Sklaverei als „die vollständige Beherrschung einer Person durch eine andere zum Zwecke wirtschaftlicher Ausbeutung; das entscheidende Merkmal ist Gewalt und das Festhalten der Person gegen ihren Willen“ definiert.
Für seine Arbeit gegen die Sklaverei erhielt Kevin Bales verschiedene Preise und Auszeichnungen.

## Schriften (Auswahl)
als Autor
- Die neue Sklaverei („Disposable People. New Slavery in the Global Economy“). Kunstmann Verlag, München 2001, ISBN 3-88897-264-7 (übersetzt von Inge Leipold).
- Understanding Global Slavery. A Reader. University of California Press, Berkeley 2005, ISBN 978-0-520-24507-5.
- Moderne Sklaverei („Slavery today“). Gerstenberg Verlag, Hildesheim 2008, ISBN 978-3-8369-2590-7 (zusammen mit Becky Cornell).
- Ending slavery. How we free today’s slaves. University of California Press, Berkeley 2007, ISBN 978-0-520-25796-2.
- The slave next door. Human trafficking and slavery in America today. University of California Press, Berkeley 2009, ISBN 978-0-520-25515-9.

als Herausgeber
- The social survey in historical perspective. 1880–1940. CUP, Cambridge 1991, ISBN 0-521-36334-9 (zusammen mit Martin Bulmer und Kathryn K. Sklar).